# Gare centrale d'Ulm
La gare centrale d'Ulm (en allemand : Ulm Hauptbahnhof) est une gare ferroviaire allemande, située au centre-ville d'Ulm, sur le Danube, à la frontière des Länder du Bade-Wurtemberg et de la Bavière.
Elle est sur la ligne ICE de Stuttgart à Munich et la Magistrale européenne (ligne reliant Paris et Budapest, qui est soutenue par l'Union européenne dans le cadre de son réseau transeuropéen de transport). Des villes européennes, dont Amsterdam, Paris et Vienne, peuvent être jointes sans correspondance.

## Situation ferroviaire
La gare d'Ulm constitue le centre d'une étoile ferroviaire ; elle dispose de 14 voies, dont six sont en impasse. Les lignes suivantes aboutissent à Ulm :
- ligne de la vallée de la Fils (de) (Filstalbahn) : Stuttgart - Plochingen - Göppingen – Geislingen – Ulm
- ligne Augsbourg-Ulm (de) : Ulm – Augsbourg – Munich
- ligne du sud du Wurtemberg (de) : Ulm – Biberach an der Riß – Aulendorf – Ravensburg – Friedrichshafen (partie de la ligne de la Souabe)
- ligne de la Brenz (de) (Brenzbahn) : Ulm – Heidenheim – Aalen

## Desserte

### Grandes lignes
| Ligne       | Trajet | Fréquence              |
| ----------- | --- | ---------------------- |
| ICE 11      | Berlin – Hildesheim Hbf – Kassel – Francfort – Mannheim Hbf – Stuttgart – Ulm – Augsbourg – Munich | Toutes les deux heures |
| ICE 42      | (Hambourg – Brême – Münster – ) Dortmund Hbf – Essen – Duisbourg – Düsseldorf – Cologne – Aéroport de Francfort – Mannheim – Stuttgart – Ulm – Augsbourg – Munich | Toutes les deux heures |
| ICE 266/267 | Munich – Munich-Pasing - Augsbourg – Ulm – Stuttgart – Bruchsal - Karlsruhe – Baden-Baden – Offenbourg - Lahr (Schwarzw) - Fribourg Hbf - Müllheim - Weil am Rhein - Bâle Badoise - Bâle CFF                                                                          | Un aller/retour        |
| IC 32       | Dortmund – Essen – Duisbourg – Düsseldorf – Cologne – Bonn – Francfort – Mannheim – Heidelberg – Stuttgart (– Ulm – Augsbourg – Munich) | Un seul train          |
| IC 55       | Leipzig – Halle/Saale – Magdebourg – Braunschweig – Hanovre – Bielefeld – Hamm – Dortmund – (Essen – Duisbourg – Düsseldorf) ou (Hagen – Wuppertal – Solingen) – Cologne (Bonn – Remagen – Coblence – Mayence – Mannheim – Heidelberg – Stuttgart – Ulm – Oberstdorf) | Toutes les deux heures |
| IC 60       | Karlsruhe – Stuttgart – Ulm – Augsbourg – Munich ( –Salzbourg) | Toutes les deux heures |
| EC 62       | (Siegen – Gießen –) Francfort – Stuttgart – Ulm – Augsbourg – Munich – Salzbourg – Klagenfurt / Graz / Zagreb | Toutes les heures      |

| Origine   | Arrêt précédent | Train | Train     | Train | Arrêt suivant | Destination |
| --------- | --------------- | ----- | --------- | ----- | ------------- | ----------- |
| Paris-Est | Stuttgart Hbf   |       | TGV inOui |       | Augsbourg Hbf | Munich Hbf  |

### Trains régionaux
| Ligne | Trajet                                                                                     |
| ----- | ------------------------------------------------------------------------------------------ |
| IRE   | SÜDBAHN Stuttgart – Plochingen – Ulm – Aulendorf – Friedrichshafen Stadt – Lindau          |
| IRE   | Aalen – Heidenheim – Giengen (Brenz) – Langenau (Württ.) – Ulm                             |
| IRE   | Stuttgart – Tübingen – Sigmaringen – Aulendorf (– Ulm)                                     |
| IRE   | Ulm – Aulendorf – Friedrichshafen – Singen (Hohentwiel) – Schaffhausen (CH) – Basel Bad Bf |
| IRE   | Ulm – Friedrichshafen – Lindau                                                             |
| RE    | Stuttgart – Plochingen – Göppingen – Geislingen (Steige) – Ulm                             |
| RE    | Ulm – Sigmaringen – Tuttlingen – Donaueschingen – Neustadt (Schwarzwald)                   |
| RE    | Ulm – Aalen – Ellwangen – Crailsheim                                                       |
| RE    | Ulm – Memmingen – Kempten (Allgäu) – Immenstadt – Röthenbach/Oberstdorf                    |
| RE    | Munich – Augsbourg – Ulm                                                                   |
| RB    | Langenau – Ulm – Laupheim Stadt                                                            |
| RB    | Ehingen – Schelklingen – Ulm – Memmingen                                                   |
| RB    | Ulm – Donauwörth – Ingolstadt – Ratisbonne                                                 |

## Projet
Il est prévu que la ligne entre Stuttgart, Ulm et Munich soit reconstruite (ligne nouvelle Stuttgart-Augsbourg (de)). Celle-ci comprend une nouvelle ligne à grande vitesse entre Stuttgart et Ulm (LGV Wendlingen - Ulm), la reconstruction de la ligne d'Ulm à Augsbourg pour permettre la vitesse maximum 200 km/h, la reconstruction du pont sur le Danube et le remplacement de la gare de Neu-Ulm avec une nouvelle gare souterraine (Neu-Ulm 21). Le nouveau pont sur le Danube et la gare souterraine de Neu-Ulm ont été terminés mi-2007.